# Марин Грашнов
Марин Пенчев Грашно̀в е български партизанин и политик от Българската комунистическа партия (БКП), министър на строежите (1952 – 1957, 1959 – 1968).

## Биография
Марин Грашнов е роден на 30 септември 1919 г. в с. Дебнево, Троянско. Учи в Троянската гимназия. Завършва средно икономическо образование. Член е на Работническия младежки съюз от 1936 г. и на БКП през 1942 г. Партизанин е в Партизански отряд „Христо Кърпачев“ от 15 септември 1943 г.
След Деветосептемврийския преврат през 1944 г. оглавява Околийския народен съвет и Околийската организация на БКП в Троян, след това е секретар на Окръжния комитет на БКП в Ловеч. В периода 1952 – 1957 г. е министър на строежите и пътищата в първото правителство на Вълко Червенков и правителството на Вълко Червенков и Антон Югов. 
Между 1959 и 1968 г. последователно е председател на Комитета по архитектура и благоустройство (1959 – 1961) и Комитета по строителство (1961 – 1962) във второто правителство на Антон Югов и министър на строежите (1962 – 1968) в третото правителство на Антон Югов и в първото и второто правителство на Тодор Живков.
Кандидат-член на Централния комитет на БКП от 1954 г. Многократно е назначаван за пълномощник на ЦК по изграждането на големи строителни обекти. В периода 1958 – 1976 г. е член на ЦК на БКП. През 1968 – 1971 г. е завеждащ отдела „Строителство, архитектура и транспорт“ в ЦК на БКП.
Между 1971 и 1974 г. е посланик на България в Египет. След 1974 г. се оттегля от активна обществена дейност и издава няколко мемоарни книги.
Баща е на архитектката Таня Грашнова и бизнесмена Владимир Грашнов (1952 – 2001). Марин Грашнов умира през 2004 г. в София.

## Публикации
- „От септември до септември 1923 – 1944. Разкази, очерци и спомени“ (1973)
- „Командирът. Случки из живота на Христо Кърпачев“ (1976)
- „Бунтът на непокорните“ (1983)
- „Каменният летопис на народното строителство 1944 – 1990 г.“ (2000)